# 克雷布斯巴赫河 (埃爾薩瓦河支流)
49°54′17.26″N 9°17′47.93″E / 49.9047944°N 9.2966472°E

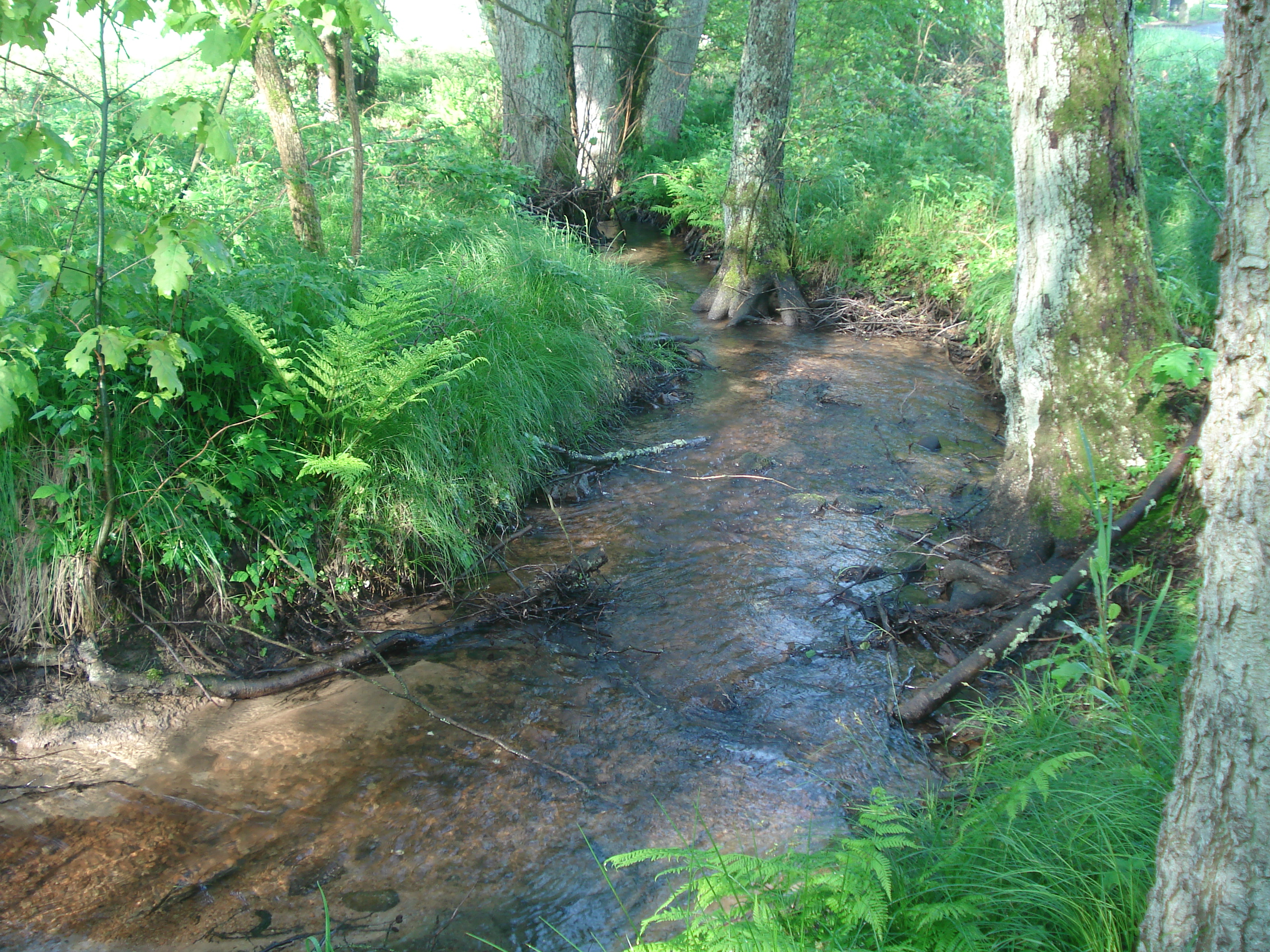

克雷布斯巴赫河（德語：Krebsbach），是德國的河流，位於該國東南部，由巴伐利亞負責管轄，屬於埃爾薩瓦河的左支流，河道全長1公里，流域面積4.7平方公里。